# Kachnička šedoboká

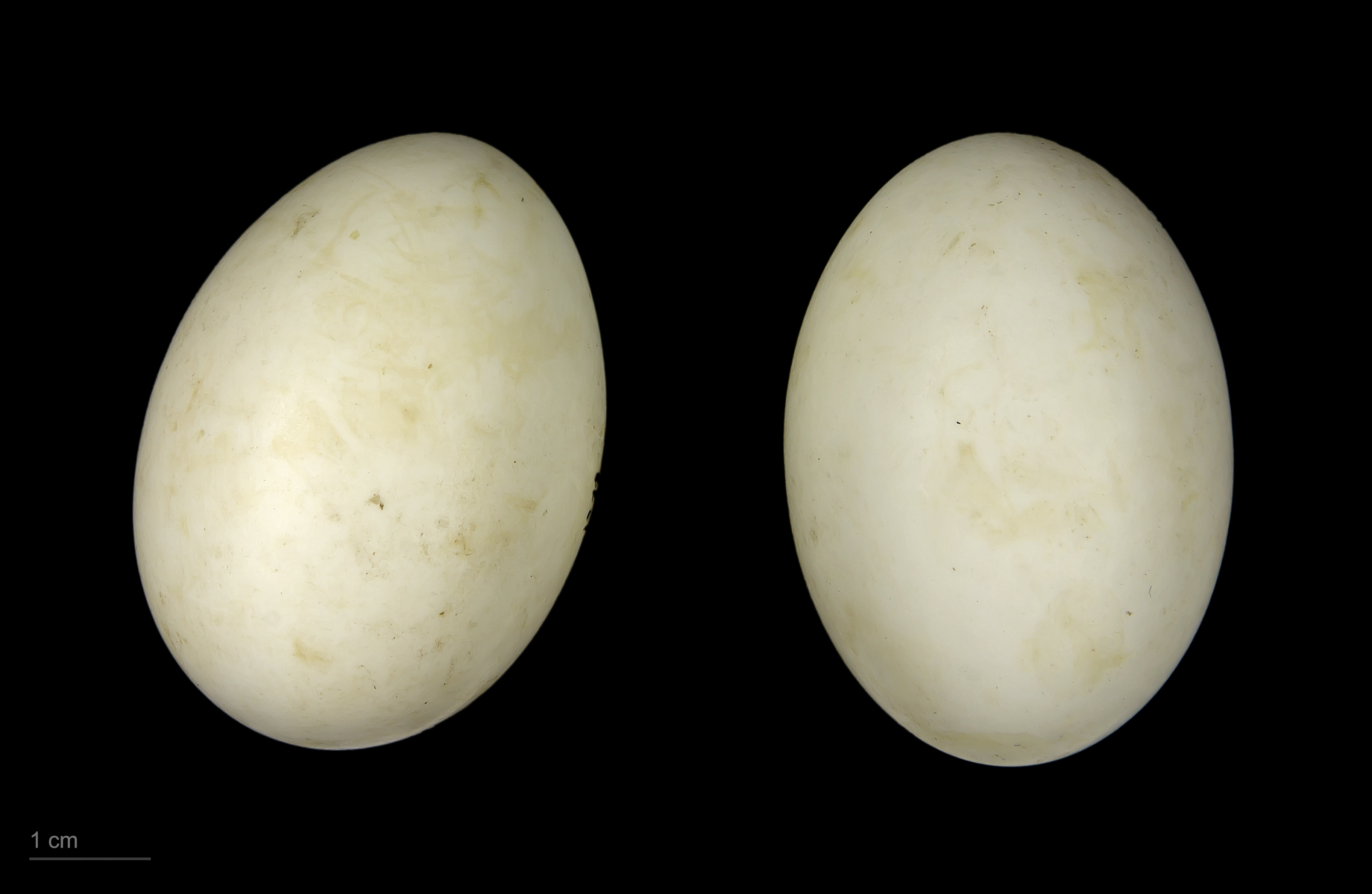
Callonetta leucophrys

Kachnička šedoboká (Callonetta leucophrys) je malá kachna z lesů Jižní Ameriky, jediný zástupce rodu Callonetta. Dorůstá velikosti 35 až 38 cm a hmotnosti 190 až 360 g. Samice snáší 6 až 12 vajec, mláďata se líhnou po 26 až 28 dnech. Na vejcích sedí samice sama.